# Contramaestre
Contramaestre este un oraș din Cuba. În 2004 avea o populație de 101.832 locuitori și o suprafață de 610 km².